# إبراهيم الخالدي (لاعب كرة قدم)
إبراهيم الخالدي مواليد 27 نوفمبر 1992 في السعودية، هو لاعب كرة قدم سعودي يلعب لنادي القيصومة.

## مسيرة اللاعب
لعب في نادي القيصومة ونادي الحجاز.